# Về việc loại bỏ chủ nghĩa giáo điều, chủ nghĩa hình thức và thiết lập chủ thể trong công tác tư tưởng
Về việc loại bỏ chủ nghĩa giáo điều, chủ nghĩa hình thức và thiết lập chủ thể trong công tác tư tưởng, còn được gọi là Bài diễn văn Juche, là một bài diễn văn của Kim Nhật Thành vào ngày 28 tháng 12 năm 1955. Đây là lần đầu tiên tư tưởng Juche được đề cập đến. Đây được coi là một trong những công trình quan trọng nhất của Kim Nhật Thành và là một dấu mốc quan trong trong lịch sử Triều Tiên. Người ta có quan điểm khác nhau về việc liệu bài diễn văn sử dụng thuật ngữ Juche để bắt đầu một hệ tư tưởng hay để khẳng định rằng người dân Hàn Quốc là chủ thể của cuộc cách mạng. Những người theo phe đầu tiên tin rằng Juche là một hệ tư tưởng riêng biệt, đã được Hwang Jang-yop sáng tạo và phát triển. Bài diễn văn của Kim Nhật Thành được xuất bản lần đầu tiên vào năm 1960 và đã được chỉnh sửa rất nhiều kể từ đó.
Thông tin chi tiết về thời điểm Kim Nhật Thành thực hiện bài diễn văn và địa điểm không rõ ràng. Bài diễn văn được đưa ra trong bối cảnh Đảng Lao động Triều Tiên (WPK) đang có xung đột phe phái do  Chiến tranh Triều Tiên, Chính sách Phi Stalin hóa ở Liên Xô, tan băng mối quan hệ Liên Xô - Nam Tư, và tái thiết kinh tế. Kim Nhật Thành chỉ trích phe Liên Xô là tuyên truyền viên  "chủ nghĩa giáo điều" và "chủ nghĩa hình thức" bằng cách viện dẫn những chính sách của Liên Xô mà Triều Tiên đã áp dụng. Hầu hết bài diễn văn không phải về Juche, mà là về những cách để chinh phục trái tim và khối óc của mọi tầng lớp nhân dân Hàn Quốc thông qua tuyên truyền chính trị.

## Bối cảnh

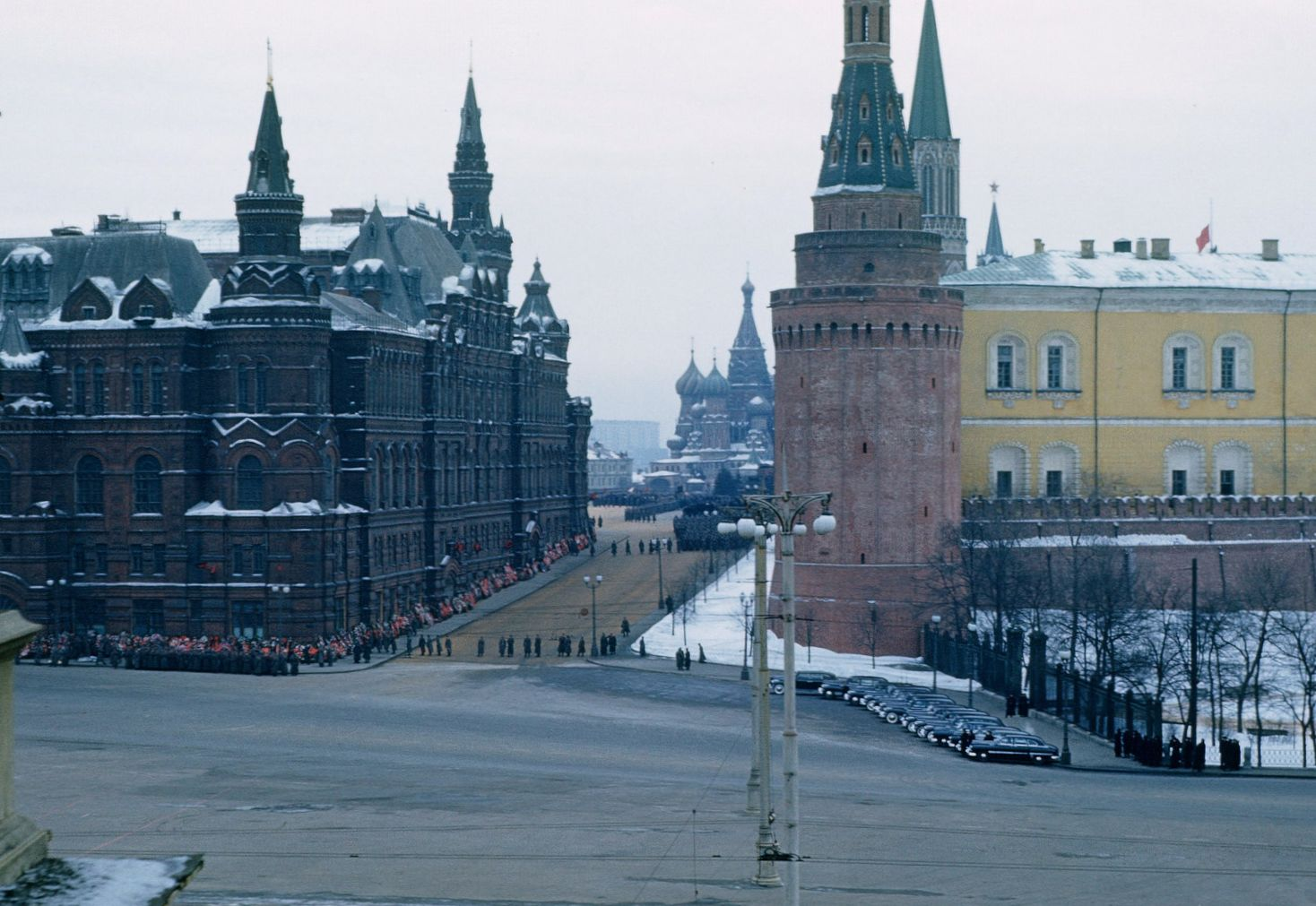
Cái chết của Stalin đã dẫn đến quá trình Phi Stalin hóa ở Liên Xô.

Kết cục của Chiến tranh Triều Tiên và cuộc hỗn loạn chính trị theo sau đó trong nội bộ WPK đã đặt nền tảng cho bài diễn văn này. Cái chết của Joseph Stalin và quá trình phi Stalin hóa đang diễn ra ở Liên Xô cũng có tác động không nhỏ. Hơn nữa, việc cải thiện mối quan hệ Liên Xô - Nam Tư cũng  đánh dấu một cơ hội để xác định lại mối quan hệ của Triều Tiên với Liên Xô và các nước cộng sản khác. Kim Nhật Thành tin rằng Triều Tiên phải ra hiệu về sự độc lập chính trị khỏi Liên Xô kể từ khi tái thiết dựa trên viện trợ của Liên Xô. Nói cách khác, Triều Tiên muốn Liên Xô viện trợ nhưng không muốn các điều khoản đi kèm. Ví dụ, một điều kiện của Liên Xô là ưu tiên công nghiệp nhẹ và hàng tiêu dùng hơn là công nghiệp nặng. Điều này mâu thuẫn với mục tiêu của Kim Nhật Thành là tập trung vào công nghiệp nặng và biến Triều Tiên thành một nền kinh tế độc lập và tự chủ. Những đối thủ chính của Kim Nhật Thành, người Triều Tiên gốc Liên Xô (phe thân Liên Xô), được truyền cảm hứng từ các chính sách mới của Liên Xô. Họ tìm cách củng cố vị trí bằng cách liên minh với phe Yan'an (phe thân Trung Quốc trong nội bộ Đảng, gồm những người Triều Tiên lưu vong từng sống ở Trung Quốc và gia nhập Đảng Cộng sản Trung Quốc).
Cuộc đấu tranh phe phái này diễn ra trong khuôn khổ cơ sở văn hóa vào đầu những năm 1950. Pak Hon-yong, đại diện cho phe trong nước (những người cộng sản Triều Tiên chưa từng rời đất nước nhưng tham gia vào cuộc đấu tranh chống lại sự chiếm đóng của Nhật Bản), cũng như những người đứng đầu phe Liên Xô, đã bổ nhiệm các quan chức có cùng chí hướng vào các chức vụ văn hóa và loại bỏ những người có thiện cảm với Kim Nhật Thành. Các tác giả nổi tiếng như Im Hwa, Kim Nam-chon, và Yi Tae-jun được đặt dưới sự bảo trợ của phe Liên Xô. Kim Nhật Thành tìm cách tránh đối đầu công khai với phe Liên Xô vì điều đó sẽ làm mất lòng Liên Xô. Thay vào đó, ông chọn phát động một chiến dịch trên mặt trận văn học chống lại những nhà văn đó. Sau khi những người trung gian bị thanh trừng, Kim Nhật Thành bắt đầu tập trung vào phe Liên Xô nói chung. Sự liên kết của nhóm này với các nhà văn bị thanh trừng đã làm mất uy tín của người Triều Tiên gốc Liên Xô.

## Thời gian và địa điểm
Không rõ thời gian và địa điểm chính xác của bài diễn văn, nhưng có hai khả năng rõ ràng. Giả thuyết đầu tiên là bài diễn văn dành cho một số ít là những người làm công tác tuyên truyền của Đảng vào 28 tháng 12 năm 1955. Khả năng thứ hai là sự kiện này là cuộc họp của Ban Chấp hành Trung ương Khóa II cùng tuần đó.
Có khả năng là nhà văn Han Sorya đã ảnh hưởng đến Kim Nhật Thành để tiến hành chiến dịch chống lại những tuyên truyền viên gốc Liên Xô. Vào ngày 27 tháng 12, một ngày trước bài diễn văn của Kim Nhật Thành, Đảng đã triệu tập một hội nghị tuyên truyền, trong đó Han diễn văn khai mạc. Mặc dù bài diễn văn của ông vào ngày hôm sau có đề cập đến một số vấn đề trong đó, bài diễn văn của Han không được công bố rộng rãi. Tuy nhiên, chúng ta biết rằng Han đã chỉ trích công việc tuyên truyền những người gốc Liên Xô. Cụ thể, Han tin rằng các biên tập viên của Rodong Sinmun đã bỏ qua vai trò của những người cộng sản Triều Tiên thời kỳ đầu trong việc thành lập nhà nước. Theo giáo sư B. R. Myers, Đại học Dongseo, bài diễn văn của Kim Nhật Thành có thể diễn ra tại một sự kiện nhỏ của các tuyên truyền viên. Bài diễn văn của Kim Nhật Thành ghi nhận công lao của Han vì đã khám phá ra "những sai sót lớn về hệ tư tưởng" trên mặt trận văn học, và đề bạt ông lên vị trí lãnh đạo của cơ sở văn học.
Mặt khác, giáo sư Andrei Lankov, Đại học Kookmin và giáo sư Balázs Szalontai, Đại học Hàn Quốc, kết luận rằng sự kiện bao gồm bài diễn văn của Kim Nhật Thành hẳn là một cuộc họp của Ban Chấp hành trung ương Đảng. Đã có một cuộc họp mở rộng của Thường vụ Đảng Lao động Triều Tiên II với 420 khách mời trong khoảng giai đoạn đó. Bài diễn văn có thể là bài diễn văn kết thúc sự kiện.

## Bài diễn văn

### Phê phán chủ nghĩa bè phái

Kim Nhật Thành với các lãnh đạo Đảng và đoàn khách nước ngoài vào tháng 8 năm 1955

Chủ nghĩa giáo điều mà Kim Nhật Thành nhắc đến có nghĩa là áp dụng cứng nhắc các chính sách của Liên Xô vào các điều kiện của Triều Tiên. Việc sử dụng thuật ngữ này bị ảnh hưởng bởi những người cộng sản Trung Quốc. Tương tự như vậy, chủ nghĩa hình thức có nghĩa là nhấn mạnh vào hình thức chủ nghĩa cộng sản của Liên Xô trong khi bản chất thực tế của cuộc cách mạng cần phải tính đến các điều kiện địa phương. Theo Suh, bài diễn văn này mang tính chất chống Liên Xô và thân Trung Quốc. Kim liệt kê các chính sách của Liên Xô mà ông thấy không phù hợp với Triều Tiên. Ông tin rằng việc in mục lục ở mặt sau thay vì mặt trước của sách, sao chép các tiêu đề từ Pravda, xuất bản các bức ảnh về Siberia và treo ảnh của các tác giả Nga nổi tiếng ở những nơi công cộng là việc áp dụng ngây thơ chính sách của Liên Xô. Ngược lại, Kim Nhật Thành kêu gọi áp dụng chiến dịch cải chính của Trung Quốc. James F. Person gọi đây là nỗ lực từ bỏ thái độ sadae ("phụng sự vĩ đại") và phi thực dân hóa tâm trí người Triều Tiên. Theo nghĩa này, bài diễn văn dựa trên nền tảng truyền thống Tư duy chủ nghĩa Mác-Lênin vào thời đó, và các thuật ngữ được sử dụng tương tự ở Liên Xô để chỉ trích chủ nghĩa Stalin. Tuy nhiên, mặc dù có trong tiêu đề, chỉ có nửa đầu của bài diễn văn chỉ đề cập đến Juche, chủ nghĩa giáo điều và chủ nghĩa hình thức. Nửa còn lại đang khuyến khích một cuộc nổi dậy ở Hàn Quốc.
Khi Kim Nhật Thành đọc bài diễn văn, mối quan tâm sâu sắc nhất của ông là làm thế nào để vô hiệu hóa phe Liên Xô và phe Yan'an. Dù lúc đầu không công khai ủng hộ phe nào, ông cảm thấy dễ bị đối thủ chỉ trích khi điều hành nền kinh tế đất nước không tốt. Để tái thiết đất nước sau Chiến tranh Triều Tiên, Kim Nhật Thành đã quyết định chính sách kinh tế thiên về công nghiệp nặng hơn công nghiệp nhẹ. Kết quả không quá khả quan, khi cả công nghiệp nặng và nông nghiệp đều đình trệ. Một chính sách thay thế, định hướng công nghiệp nhẹ, đã xuất hiện và gắn liền với người Triều Tiên gốc Liên Xô. Do đó, bài diễn văn chỉ trích cụ thể những người dứng đầu trong phe Liên Xô, và chỉ trích đích danh Pak Hon- yong và Yi Sung-yop, các thành viên phe phái đã bị thanh trừng vào thời điểm đó. Kim cáo buộc những người theo phe phái muốn đưa nhà văn Hàn Quốc Yi Kwang-su, người đã từng cộng tác với quân Nhật trong Thế chiến thứ hai, đến Bắc Triều Tiên. Mặc dù kế hoạch này được thực hiện trong Chiến tranh Triều Tiên, nhưng nó đã bị thất bại, do Yi đã chết trên đường tới miền Bắc. Mục tiêu chính của Kim là những người còn đang công tác: Pak Yong-bin, Ki Sok-bok, Chong Yul, Chon Tong-hyok, and Pak Chang-ok.
Kim Nhật Thành đã đổ lỗi cho những người làm công tác tuyên truyền ủng hộ quá trình phi Stalin hóa ở Liên Xô. Ngoài ra, bằng cách chỉ trích những người lao động này, ông có cớ thuận tiện để tấn công đối thủ chính trị ở nơi khác. Sau bài diễn văn là Sự kiện phe phái tháng 8 năm 1956 và một cuộc thanh trừng các đối thủ chính trị, mà Kim đã hợp pháp hóa thông qua khái niệm Juche.

### Juche
Bài diễn văn tháng 12 là bài diễn văn đầu tiên được công bố về juche của Kim Nhật Thành. Trong một bài diễn văn vào tháng 4 cùng năm đó, ông đã nói về "khả năng chủ quan" nhưng lại sử dụng một từ khác không phải juche. Trong các phiên bản sau của bài diễn văn đó, từ này đã được thay thế bằng juche (chuch'ejŏk).
Myers cho rằng cách diễn đạt của tiêu đề – "thiết lập Juche trong công tác tư tưởng" – vụng về. Từ juche  trong tiếng Triều Tiên có nghĩa đen là "chủ thể", theo nghĩa triết học của một chủ thể hoạt động. Do đó, không hợp lý khi nói rằng một chủ thể được thiết lập khi trong khi phải là cái gì thiết lập một cái gì đó ngay từ đầu. Myers đưa ra hai cách giải thích cho việc lựa chọn cụm từ này. Đầu tiên, nó có thể đã được sử dụng bởi Kim Chang-man,, người đã từng nói về juche trước cả Kim Nhật Thành, và hoặc là đã viết bài diễn văn năm 1955 hoặc ít nhất là giúp Kim Nhật Thành. Thứ hai, Kim Nhật Thành có thể đã chọn "thiết lập juche" như để ám chỉ, thể hiện quan điểm của mình rằng Triều Tiên đang hướng tới độc lập chính trị hơn thay vì sử dụng từ ngữ thẳng thắn hơn nhưng mang tính khiêu khích như "Triều Tiên hóa chủ nghĩa cộng sản". Như Myers đã chỉ ra, tiêu đề không cho thấy juche quan trọng hơn hai nhiệm vụ còn lại (loại bỏ chủ nghĩa giáo điều và chủ nghĩa hình thức) và cũng không cho rằng juche là một hệ tư tưởng bao quát. Đúng hơn, Myers cho rằng Kim Nhật Thành coi đó là một phần của công trình tư tưởng đang diễn ra.
Một đoạn quan trọng trong bài diễn văn là:
Chủ thể [juche] trong công tác tư tưởng của Đảng ta là gì? Ta đang làm gì? Ta đang tham gia vào cuộc cách mạng của Triều Tiên chứ không phải của quốc gia khác. Chính xác thì cuộc cách mạng Triều Tiên này là chủ thể [juche] của công tác tư tưởng của Đảng ta, do đó tất cả đều phải được thực hiện để phục vụ lợi ích của Đảng. Cho dù ta nghiên cứu lịch sử Đảng Cộng sản Liên Xô, lịch sử cách mạng Trung Quốc, hay các nguyên tắc chung của chủ nghĩa Mác-Lênin, tất cả đều nhằm tiến hành cuộc cách mạng của ta một cách chính xác.

Trong khi một số học giả cho rằng bài diễn văn là một tuyên bố táo bạo về chủ nghĩa dân tộc hoặc độc lập chính trị, Myers coi những lời hùng biện là điều gì đó bình thường ở các nước thuộc Khối phía Đông vào thời điểm đó. John Gittings còn đi xa hơn, đặt câu hỏi về tính xác thực của đoạn văn, nói rằng nó "đọc như thể đã được chèn sau này vào văn bản gốc" của bài diễn văn. Kim Nhật Thành tiếp tục nói:
Bằng việc nói rằng chủ thể [juche] bị thiếu trong công tác tư tưởng của Đảng ta, tất nhiên, tôi không có ý nói rằng ta đã không thực hiện một cuộc cách mạng hoặc rằng cuộc cách mạng của ta được thực hiện bởi một số người qua đường. Nhưng chủ thể [juche] vẫn chưa được thiết lập vững chắc trong công tác tư tưởng, vì lý do đó mà mắc phải những sai lầm của chủ nghĩa giáo điều và chủ nghĩa hình thức, làm tổn hại nhiều đến sự nghiệp cách mạng của chúng ta.

Myers kết luận, điều này có thể được tóm tắt là: "chủ thể - cuộc cách mạng Triều Tiên, khác biệt với các cuộc cách mạng khác - chưa được xác lập rõ ràng trong công tác tư tưởng." Theo cách tương tự, Kim Nhật Thành tiếp tục:
Chủ nghĩa Mác-Lênin không phải là một giáo điều, mà là một hướng dẫn cho hành động và một lý thuyết sáng tạo. Vì vậy, chỉ khi được vận dụng một cách sáng tạo phù hợp với điều kiện cụ thể của từng quốc gia, nó mới có thể thể hiện được sức sống bất diệt của mình.

Đoạn văn này chứa một câu liên hệ đến Lenin và Engels: "Lý thuyết của ta không phải là một giáo điều, mà là một phương hướng hành động"".
Lịch sử Triều Tiên sau đó đã lùi lại nguồn gốc của hệ tư tưởng Juche về những ngày du kích của Kim Nhật Thành trong những năm 1930. Trong hồi ký của mình, With the Century (세기와 더불어), ông tìm cách làm rõ sự khác biệt Juche giữa năm 1930 và năm 1955. Kim Nhật Thành viết rằng các bài diễn văn những năm 1930 chỉ chứa một "yếu tố" của ý tưởng Juche, nhưng năm 1955 đánh dấu "thời kỳ xây dựng chủ nghĩa xã hội sau chiến tranh, khi ta đặc biệt nhấn mạnh đến nhiệm vụ tình cảm của Chuch´e". Kim Sung-chull lưu ý rằng Kim Nhật Thành không phủ nhận rằng năm 1955 là lần xuất hiện đầu tiên của từ này, nói rằng cuốn tự truyện năm 1992 đã kết thúc cuộc tranh luận về nguồn gốc của juche.

### Công tác tuyên truyền
Phần lớn bài diễn văn là để chinh phục trái tim và khối óc của mọi tầng lớp nhân dân Hàn Quốc thông qua tuyên truyền chính trị. Theo Myers, phần lớn lời chỉ trích được đưa ra theo kiểu lan man, gợi ý rằng Kim Nhật Thành đã viết sai kịch bản hoặc đang nói từ những ghi chú thưa thớt. Myers lưu ý rằng "ấn bản năm 1980 của bài diễn văn bao gồm một bức ảnh của những gì được cho là một trang từ các ghi chú viết tay của Kim Nhật Thành; là những cụm từ và từ khóa, được gắn với các ký tự chữ Hán để trông chân thực hơn". Tương tự, một bức ảnh của Kim Nhật Thành viết bài diễn văn đã được xuất bản, nhưng theo Myers "không có lý do gì để tin rằng đó chính là bài diễn văn này".
Nội dung của phần này của bài diễn văn nói rõ ý định của Kim Nhật Thành trong việc tiêu diệt nhà nước Hàn Quốc. Ông nói rằng các nhà sử học nên nghiên cứu các phong trào kháng chiến của Hàn Quốc như Phong trào độc lập của sinh viên Gwangju và Phong trào ngày 10 tháng 6. Điều này phần lớn không xảy ra vì trọng tâm của sử học Triều Tiên chỉ tập trung vào việc nghiên cứu vai trò của Kim Nhật Thành trong giải phóng Triều Tiên.

## Hệ quả và ý nghĩa
Bài diễn văn không được công bố ngay lập tức. Một số đề cập đã được đưa ra trên báo chí đương thời, nhưng những đề cập này rất mơ hồ. Tuy nhiên, bản thảo đã được phân phối cho các đảng viên. Tác phẩm không được công bố cho đến năm 1960, trong tập thứ tư của Các tác phẩm được chọn lọc của Kim Nhật Thành bằng tiếng Hàn.. Trong quảng cáo cho tập trên tạp chí Kulloja, bảy tác phẩm riêng lẻ được đánh dấu theo thứ tự thời gian và bài diễn văn về Juche xuất hiện sau cùng, cho thấy rằng nó không được coi là quan trọng vào thời điểm đó.
Thuật ngữ này ban đầu xuất hiện không được dịch và viết hoa (Juche) trong các văn bản học thuật tiếng Anh vào những năm 1960. Theo Myers, kết quả của việc dịch lười biếng này đã khiến juche như "nhảy ra" khỏi văn bản và có vẻ giống như một ý tưởng thay vì từ thông thường.
Bài diễn văn thường được coi là một dấu mốc quan trọng trong lịch sử Triều Tiên. Giáo sư Dae-Sook Suh, Đại học Hawaii gọi đó có lẽ là bài diễn văn quan trọng nhất mà Kim Nhật Thành đã thực hiện. Người ta thường cho rằng bài diễn văn đã đưa ra hệ tư tưởng Juche. Tuy nhiên, có nhiều người không đồng ý với cách hiểu này bao gồm Myers. Tương tự, Alzo David-West gọi Juche vào năm 1955 chỉ là khẩu hiệu chính trị, không phải hệ tư tưởng. Theo David-West, bài diễn văn không khởi động quá nhiều một hệ tư tưởng new vì tán thành sự quay trở lại một hệ tư tưởng cũ, đó là chủ nghĩa dân tộc Stalin. Bài diễn văn ưu tiên lợi ích quốc gia của Triều Tiên dựa trên các mục tiêu của chính sách Stalin về chủ nghĩa xã hội ở một quốc gia trên các điều kiện của Triều Tiên. Myers chỉ ra sự khan hiếm tài liệu về Juche trong các tác phẩm của Kim Nhật Thành cho đến những năm 1960 như một dấu hiệu cho thấy sự tầm thường của hệ tư tưởng. Theo Suh, Kim Nhật Thành không thể tiếp tục với Juche khi ông vẫn chưa dứt khoát đứng về phía nào trong sự chia rẽ Trung-Xô. Sau khi bắt đầu ủng hộ Trung Quốc và bị Liên Xô trả đũa, Kim Nhật Thành mới có thể nói lại về Juche. Do đó, các tuyên truyền viên Triều Tiên phải phát triển Juche thành một hệ tư tưởng chính thức. Đặc biệt, giới học thuật phương Tây ghi nhận Hwang Jang-yop cho việc khám phá lại bài diễn văn năm 1955 và mở rộng quan niệm về Juche. Phải đến năm 1965 mới có bài diễn văn đầu tiên của Kim Nhật Thành làm sáng tỏ nội dung tư tưởng của Juche.  Theo Lankov, chỉ cái này mới có thể được coi là bài diễn văn đầu tiên của Juche, và nói thêm rằng tuyên bố năm 1955 đã sử dụng từ này theo một nghĩa khác. Kim Jong-il, người được Hwang dạy học tại Đại học Kim Nhật Thành, sớm trở thành người đi đầu với hệ tư tưởng Juche và hệ tư tưởng này trở nên gắn liền với sự kế thừa dòng họ Kim.
Theo Myers, tầm quan trọng của bài diễn văn năm 1955 chỉ được áp dụng một cách nhìn lại và sai lầm. Nó không đi chệch khỏi đường lối chính thức của chủ nghĩa Mác-Lênin, cũng như không khẳng định hai đặc điểm chính mà ngày nay thường được gắn với Juche: tự lực và chủ nghĩa dân tộc. Myers cho rằng bài diễn văn đại diện cho lời kêu gọi áp dụng sáng tạo chủ nghĩa Mác-Lênin, chủ nghĩa phổ biến ở Khối phương Đông vào thời điểm đó. David-West không đồng ý với Myers và cho rằng Myers đã đưa ra kết luận bằng cách đọc bài diễn văn theo chủ nghĩa hình thức.
Bài diễn văn được nối tiếp với các cuộc thanh trừng và các chương trình công nghiệp mà đỉnh cao là Phong trào Chollima. Điều này khiến David-West kết luận rằng điều Kim muốn theo đuổi là loại bỏ chủ nghĩa Stalin và bài diễn văn đó là phản ứng đối với quá trình phi Stalin hóa. Ông cũng tin rằng đây là một pháp lệnh khẩn cấp, chỉ huy Đảng và Chính phủ không từ bỏ các chính sách kinh tế chuyên chế và chương trình chính trị từ khi chế độ CHDCND Triều Tiên được thành lập vào năm 1948.
Bài diễn văn đã được đăng lại nhiều lần. Theo Suh, chỉ có "chỉnh sửa nhẹ" so với các phiên bản đầu tiên, nhưng Myers coi các phiên bản sau năm 1960 có nhiều thay đổi. Đề cập tích cực về chiến dịch cải chính Trung Quốc đã bị xóa khỏi các bản sửa đổi sau đó. Tên của các nhà văn Pak Yon-am, Chong Ta-san, Ri Ki-yong, và Han Sorya cũng bị bỏ qua.